# Lubomír Kopeček
Lubomír Kopeček (* 11. srpna 1975 Olomouc) je český politolog, který se věnuje především minulostí a současností české politiky a srovnávací politologii.
Vystudoval historii, politologii a právo na Masarykově univerzitě. V roce 2003 získal doktorát, roku 2007 se habilitoval a o deset let později byl jmenován profesorem. Působí na Katedře politologie Fakulty sociálních studií Masarykovy univerzity. K roku 2024 byl na katedře zástupcem vedoucího katedry Otty Eibla. V roce 2025 jej MUNI ocenila jako nejlepšího pedagoga univerzity v oblasti společenských a humanitních věd.

## Dílo
Výběr: 
- Hodný, zlý a ošklivý? Havel, Klaus a Zeman, Paralelní životopisy. Brno: Books & Pipes, 2022. 536 s.  ISBN 978-80-7485-249-7
- The Rise of Entrepreneurial Parties in European Politics (Vzestup stran politických podnikatelů v evropské politice, spoluautoři Vít Hloušek a Petra Vodová). Cham: Palgrave Macmillan, 2020. 215 s.  ISBN 978-3-030-41915-8
- Éra nevinnosti: Česká politika 1989–1997. Brno: Barrister & Principal, 2010. 377 s. ISBN 978-80-87029-98-5.
- Politické strany na Slovensku 1989 až 2006. Brno: Centrum pro studium demokracie a kultury, 2007. 627 s. ISBN 978-80-7325-113-0.
- Fenomén Václav Klaus. Politická biografie. Brno: Barrister & Principal, 2012. 315 s. ISBN 978-80-87474-75-4.
- Deformace demokracie? Opoziční smlouva a česká politika v letech 1998–2002. Brno: Barrister & Principal, 2015. 336 s. ISBN 978-80-7485-031-8.
- Miloš Zeman: Příběh talentovaného pragmatika. Intelektuál válčí s intelektuály. Brno: Barrister & Principal, 2017. 312 s. ISBN 978-80-7485-139-1.